# Jean-Pascal Fontaine
Pour les articles homonymes, voir Fontaine.
Jean-Pascal Fontaine, né à Saint-Louis à La Réunion, France le 11 mars 1989, est un footballeur français qui joue au poste de milieu de terrain à la  JS Saint-Pierroise.

## Biographie
Arrivé en 2000 au HAC à l’âge de 11 ans, le joueur connaît toutes les équipes de jeunes.
Il débute en pro en 2007 dans un rôle de jeune espoir mais se révèle en échec la saison suivante.
En progression constante, il est convoqué par Erick Mombaerts en janvier 2009, sélectionneur de l'Équipe de France espoirs de football pour un stage de détection à Clairefontaine, et joue lors d'une opposition face à la réserve du Paris Saint-Germain (2-2).
Il est alors prêté au mercato hivernal à Beauvais qui joue alors la montée en Ligue 2.
Malgré une place dans la première partie de tableau décevante, le joueur est remarqué et revient au club avec un nouveau statut.
Devenu un élément important, il restera fidèle à son club de coeur et prendre sa retraite professionnel en 2022 après vingt-deux années en Nordmandie. Il participera ainsi à 346 matchs en championnats avec son club formateur.
Il poursuit sa carrière en amateur, dans le club de ses débuts la Jeunesse sportive Saint-Pierroise à la Réunion. 

## Clubs
- Jeunesse sportive Saint-Pierroise (DH) ( France)
- 2007-2022: Le Havre AC ( France)
  - Janvier 2010 - Juin 2010 : AS Beauvais Oise ( France)

## Palmarès
- Champion de France de Ligue 2 avec Le Havre en 2008
- Vainqueur de la Coupe de La Réunion avec la JS Saint-Pierroise en 2022.

## Statistiques
- 7 matchs en Ligue 1
- 339 matchs et 25 buts en Ligue 2
- 20 matchs et 4 buts en National